# カランダッシュ

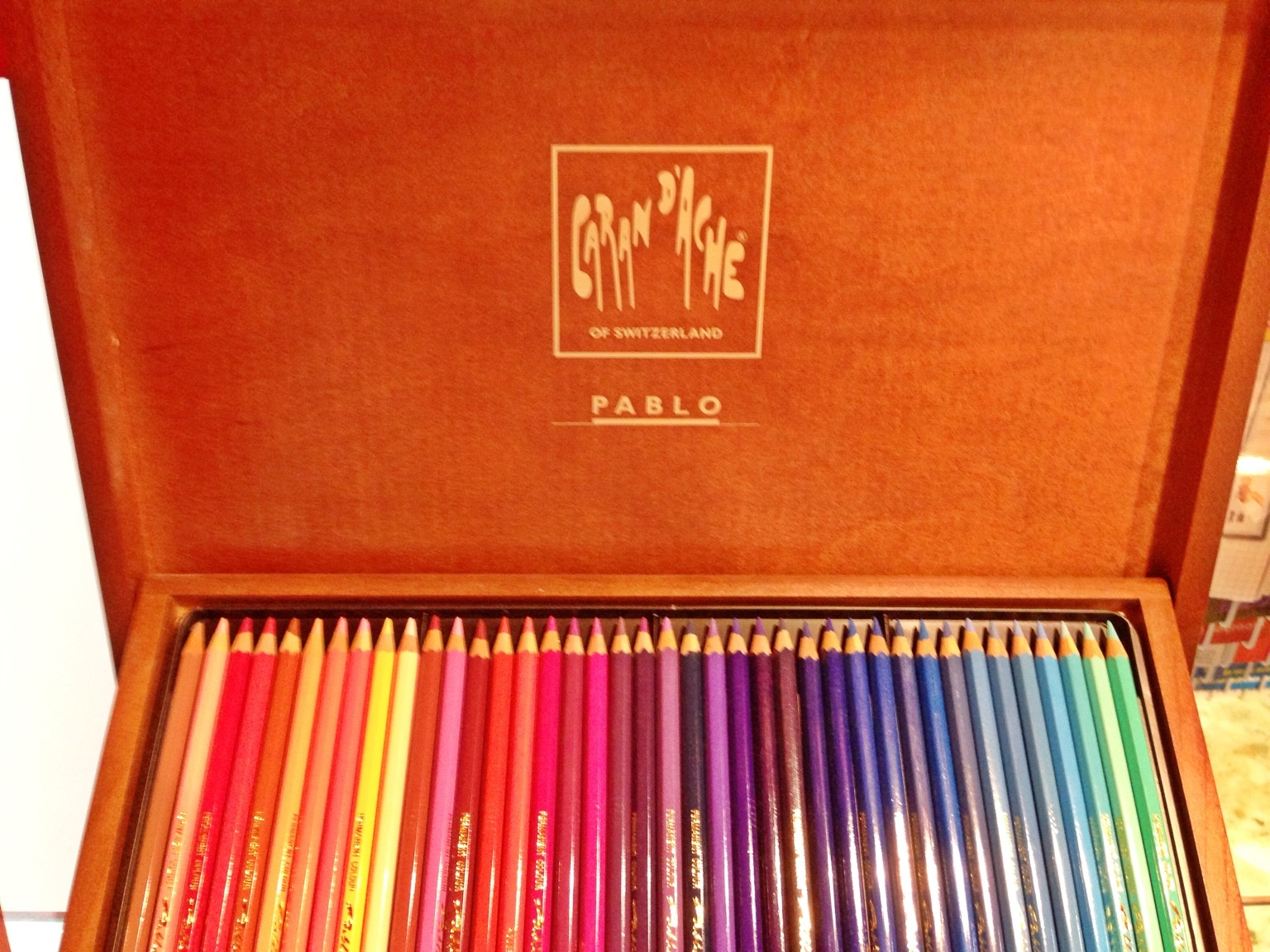
Caran d'Ache社製 Pablo色鉛筆

カランダッシュ (Caran d'Ache) は、1915年に創業した鉛筆工場を前身にもつ、スイスの総合ブランド、高級メーカにして、スイス最大の筆記具メーカーである。
主要販売品である万年筆、ローラーボール、ボールペン、ペンシル、色鉛筆から、ライター、皮小物、バッグまで販売することで知られている。
カランダッシュという名は当時ヨーロッパで活躍していた、ロシア生まれのフランス人の風刺画家の名、カラン・ダッシュ(エマニュエル・ポアレの雅号)から命名され、ロシア語で鉛筆(карандаш)という意味を持つ。

## 主な歴史
- 1915年、カランダッシュ社の前身である、エクリドール鉛筆製造所がスイスのジュネーヴに設立される。
- 1924年、当時会社を引き継いだアーノルド・シュバイツァーがエクリドール鉛筆製造所を、「カラン ダッシュ スイス鉛筆製造所」として再出発させる。
- 1929年、自動給芯機構を持つ世界最初の完全金属製メカニカルペンシル「フィックスペンシル」（現在のチャック給芯式シャープペンシルの原型）を開発、特許を取得し、カランダッシュ社のデザイン上の特徴である六角形デザインの「エクリドール」　として発売。
- 1953年、ボールペンを販売開始。
- 1972年、ローラーボールを、販売開始。
- 1974年、高い製造技術と優れたデザイン性を持つ、ライターを販売開始。
- 1999年、「ラ・モデルニスタ ダイヤモンド」を発表。ギネス世界記録2001年版に「世界で最も高級な筆記具」として登録される。
- 2007年、1本2000万円の超高級万年筆『1010』を発売し、話題になった。この『1010』は世界限定10本で、日本には1本のみ輸入された。
- 2008年、上述の『1010』により、世界的万年筆専門誌であるPEN WORLDにて、『PEN OF THE YEAR』を受賞。
- 2009年、日本初のフラッグシップ店として、丸の内本店を開店。
- 2010年、1本1億円の超高級万年筆、『1010ダイアモンド』を発売し、大きな話題になった。オークションや歴史的要素などを除いた、正規価格製品としては万年筆史上最高額とみられる。
- 2015年、筆記具・画材などすべての商品を一堂に集めたフラッグシップ店『カランダッシュ 銀座ブティック』を開店。
- 2018年、カランダッシュ公式オンラインストアをスタート。
- 2019年、画材の日本総輸入代理店がホルベイン画材から日本現地法人であるカランダッシュ ジャパン（株）に移行した。
- 2020年、849コレクションのカスタマイゼーションサービスを銀座ブティックで開始。ボディ、クリップ、ノックボタンを自由に組み合わせられるほか、オプションでメッセージの刻印も可能。

## 概要
1915年にスイスのジュネーヴにて、創業された鉛筆工場「エクリドール ペンシル　ファクトリー」を1924年にアーノルト・シュバイツァーが買収し「カランダッシュ スイス ペンシル ファクトリー」と名づけた。
カランダッシュは、創業より一貫して筆記具についてはスイス・ジュネーヴの自社工場にて生産しており、かつ小さな部品も含めてすべてに製品基準のテストを受け、厳しい管理の元に生産されている。
また、メッキ加工の筆記具において、表面の金・銀メッキの厚みは10マイクロメートルにも達し、他社に比べて2倍程度厚くなっている。
現在日本では、デザイン性や素材の先進性、高級感に優れた高級筆記具メーカーとして有名であるが、1980年～1990年の中半頃までは、優れたライターや高級バッグのメーカーとしても知られていた。
また、本社のあるスイスでは、デザイナー向けの高級ラインからキッズ向けの入門ラインを持った鉛筆や色鉛筆、絵の具、更には粘土まで扱う画材メーカーとして知られ、親しまれている。
一方日本においても、高級なラインだけではなく比較的廉価な文具コレクションも展開しており、同社の高い技術力や先進的なデザインを気軽に堪能することも可能である。
なお、一部アクセサリー類を除くすべての製品（筆記具や画材）はスイス・ジュネーヴの自社工場にて生産しており、保証書や外箱、筆記具本体には特徴ある文字体の Swiss Made、もしくはGenevaの刻印が入っている。

## 主な商品
高級筆記具の主なラインナップ
- エクリドールコレクション
- レマンコレクション
- バリアスコレクション

主要なラインは上記の通りであるが、富裕層向けオートクチュール商品（一点1億2千万円のダイアモンド張り万年筆なども存在する）や、各国政府機関への特注品製造を幅広く行っており、多種の商品が存在する。
その他の筆記具の主なラインナップ
オフィスライン
- 849コレクション
- 888コレクション
- アルケミクスコレクション

なお油性ペンのレフィルには「ゴリアット・カートリッジ」と呼ばれるものが使われている。A4サイズの紙600枚、距離にして約8キロもの筆記が可能な大容量で、旧約聖書の「サムエル記」に登場するペリシテ人の巨人兵士ゴリアット（ゴリアテ・ゴリアスともよばれる）にちなんで命名された。
ライターのラインナップ
カランダッシュのスイス製ライターは、カルティエ、ダンヒル、S.T.デュポンと並び四天王と評されている。
特許機構である予備タンク付きという構造が特に有名である。
これは、ガスが無くなったときに、底部の蓋を爪で引き出して、180度回転させて平面に押しつけたら、予備タンクからメインタンクへとガスが供給され、使えるようになるというものである。
なお、日本のウィンドミルがライセンス製造する、中国製のライターも存在する。
色鉛筆・パステルなど、画材のラインナップ
カランダッシュの色鉛筆は、高純度の顔料による鮮やかな発色と耐光性といったクオリティーの高さと専門性、日本製色鉛筆より比較的高額であることなどから、日本では美術系の学生からセミプロフェッショナル、アーティストなどに多く使用されているが、キッズやエントリークラスの商品も展開している。
スイス国内では小学校入学時の政府からの支給品として指定されるため、幼少の頃からの愛用者が多い国民的ブランドである。
カラーのラインナップ
- ディスカバーライン－初心者から一般向け（スイスカラー）
- クラシックライン－一般向け（スプラカラー・パブロ・ネオカラーⅠ・ネオカラーⅡ）
- プリズマロ－一般向け
- エキスパートライン－専門家向け（ルミナンス6901・ミュージアムアクアレル・ネオパステル・ネオアート）
- デッサン－専門化向け（アートバイカランダッシュ）

モノクロのラインナップ
- グラファイトライン（グラフウッド・グラフキューブ・グラフストーン・テクナロ・チャコール・テクノグラフ）

ジュニア向けのラインナップ
- ジュニアライン（ジュニア・ジュニアミニ・ジュニアトライアングル・ジュニアジャンボ・ブルー・スイスフラッグ）

## 画像

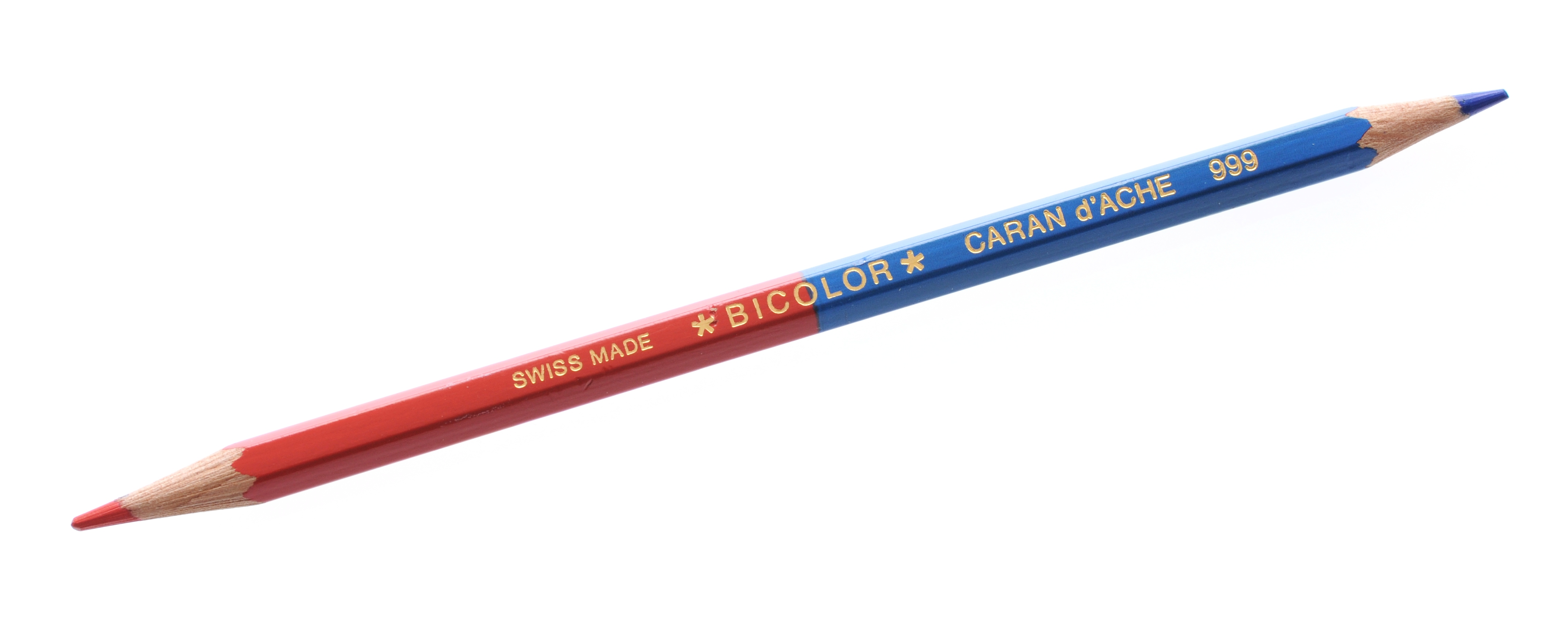
赤青鉛筆
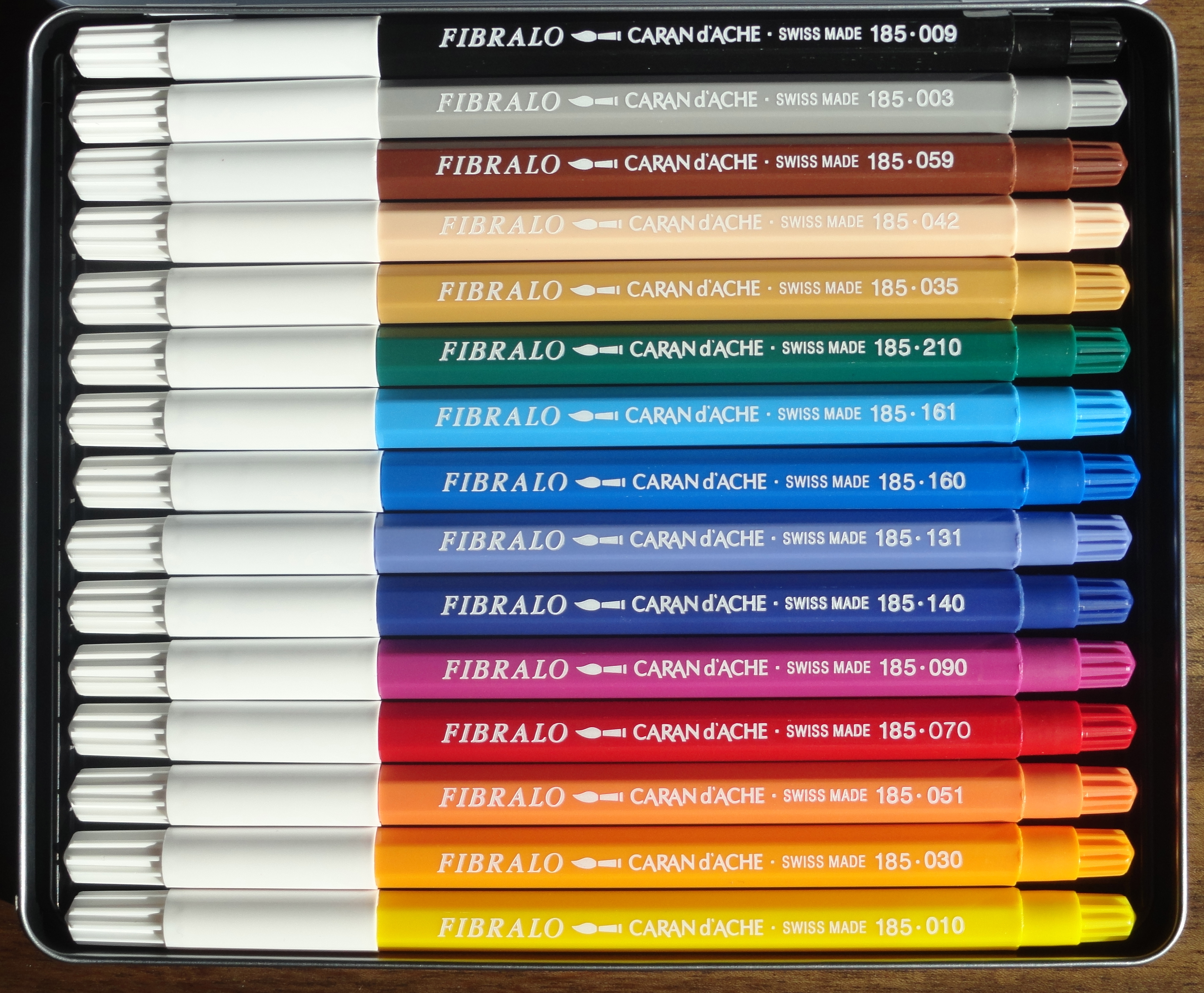
カラーフェルトペン
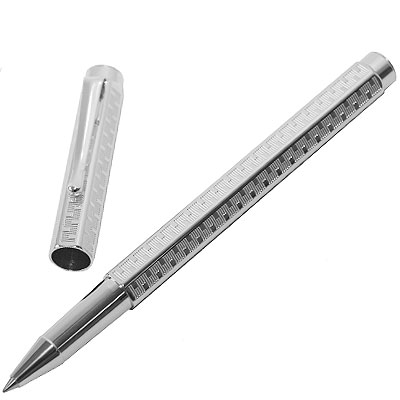
高級ペン Ecridor
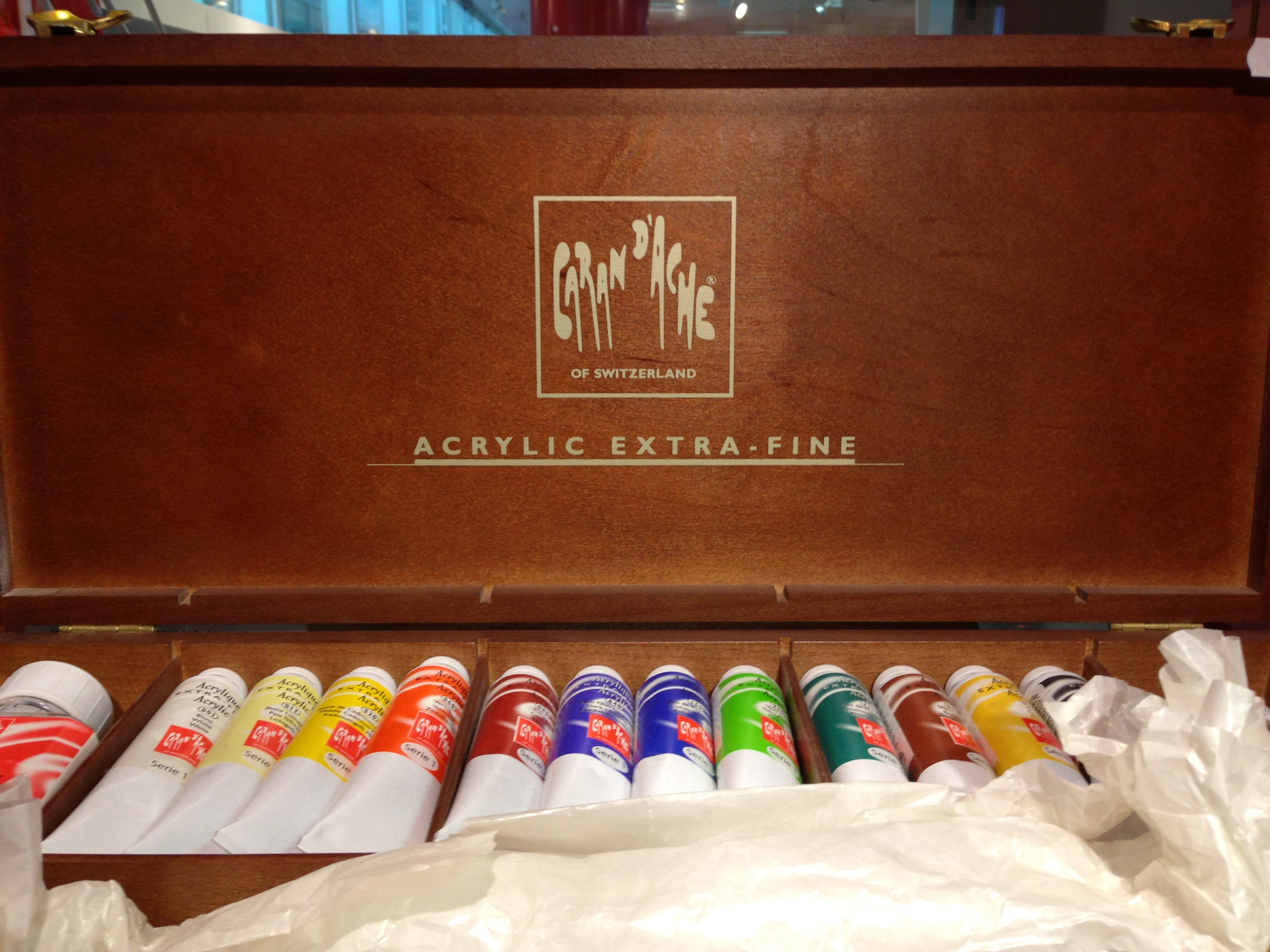
Pablo アクリル絵の具
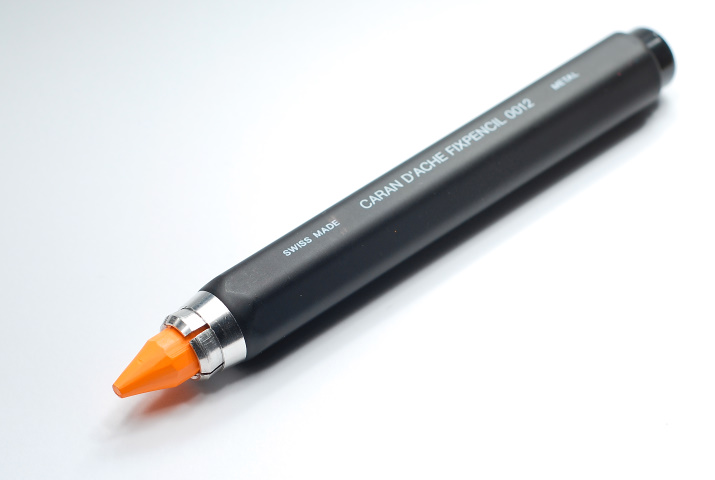
メカニカルペンシル fixpencil 0012
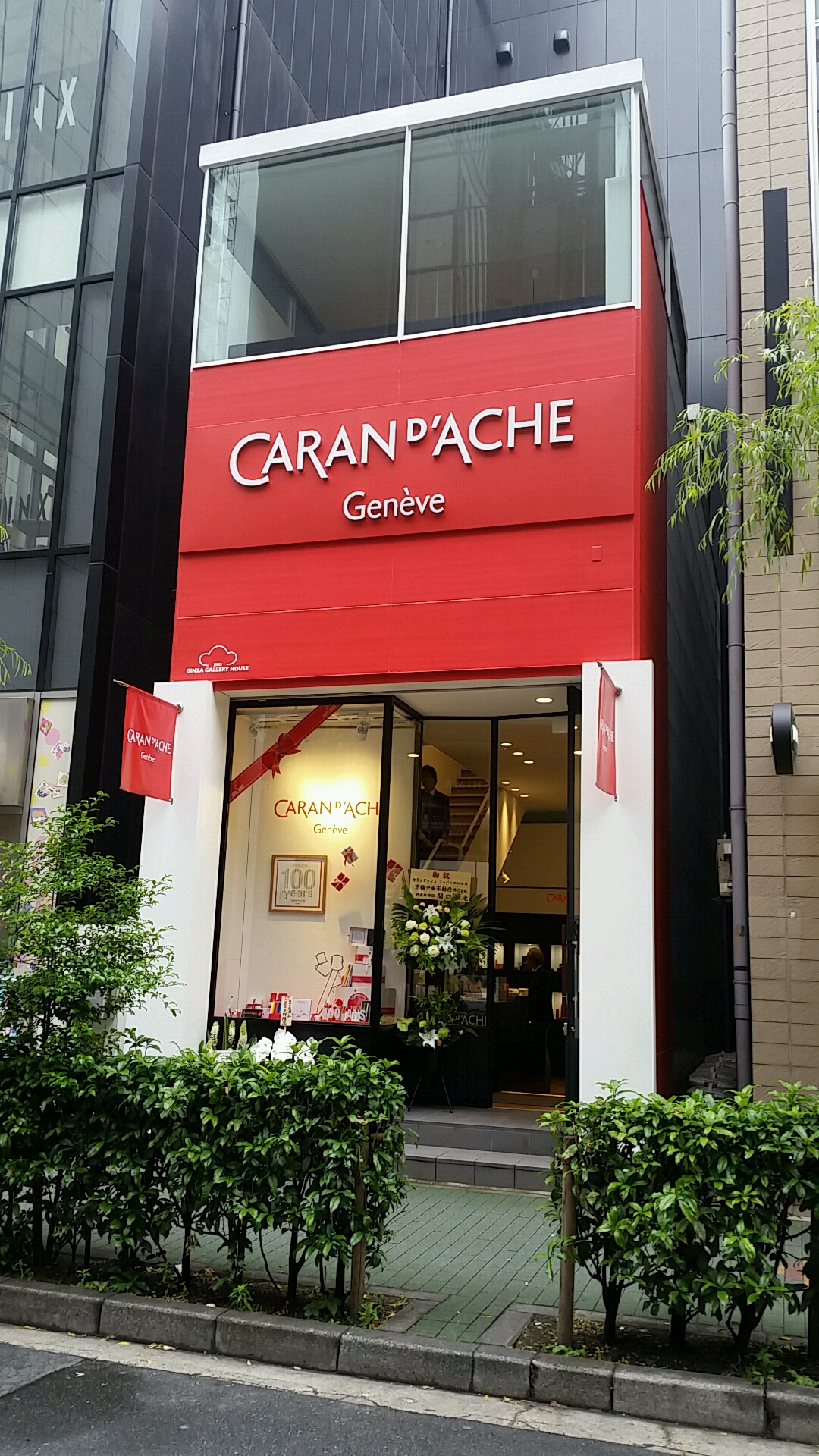
カランダッシュ 銀座ブティック